# Principatul Lippe
Principatul Lippe a fost un stat istoric aflat pe teritoriul Germaniei. A fost condus de Casa de Lippe. A fost un stat al Sfântului Imperiu Roman, Confederației Rinului, Confederației Germane și al Confederației Germane de Nord. Era situat între râul Weser și partea de sud-est a pădurii Teutoburgică.
În 1910 avea o suprafață de 1.215 kilometri pătrați și peste 150.000 de locuitori.

## Istorie
Fondatorul a ceea ce avea să devină comitatul Lippe (1528–1789), apoi Principatul Lippe (1789–1918) a fost Bernhard I, care a primit un teritoriu de la Lothair III în 1123. Bernhard I și-a asumat titlul de Edler Herr zu Lippe („Nobil Lord la Lippe”). Istoria dinastiei și achizițiile ulterioare de pământ au început cu adevărat cu Bernard al II-lea. Teritoriul său a fost, probabil, format din pământul pe care l-a dobândit la prăbușirea Ducatului de Saxonia după moartea lui Henric Leul în 1180. Simon al V-lea a fost primul conducător din Lippe care s-a autodenumit conte (Graf) în 1528.
După moartea lui Simon al VI-lea în 1613, comitatul a fost împărțit între cei trei fii ai săi; Lippe-Detmold a mers la Simon al VII-lea, Lippe-Brake la Otto și Lippe-Alverdissen la Filip I. Comitatul Lippe-Brake a fost reunit cu linia principală Detmold în 1709. Un fiu al lui Simon al VII-lea, Jobst Herman, a fondat o altă ramură a familiei, linia Lippe-Biesterfeld; ramura Lippe-Weissenfeld s-a separat ulterior de Lippe-Biesterfelds. Atât Lippe-Biesterfeld, cât și Lippe-Weissenfeld erau paragiums (moșii nesuverane ale unei filiale de cadeți) în comitatul Lippe, iar ambele ramuri, deținând doar conace modeste în județ, au dobândit proprietăți în alte state prin căsătorie și s-au mutat din teritoriu la sfârșitul secolului al XVIII-lea, ramura Biesterfeld  - către Renania și ramura Weissenfeld - către Saxonia.
Leopold I (1767-1802) a devenit primul prinț de Lippe în 1789. Lippe s-a alăturat Confederației Germane de Nord în 1866 și Imperiului German în 1871. La 20 iulie 1895, prințul Woldemar a murit fără copii. Titlul a trecut nominal fratelui său Alexandru, care a fost incapabil să guverneze din cauza unei boli mintale. Regența a trecut inițial la Adolf de Schaumburg-Lippe, în conformitate cu testamentul lui Woldemar.
Deoarece conții de Lippe-Biesterfled și Lippe-Weissenfeld au revendicat și regența și dreptul de a-i urma lui Alexandru, a apărut o dispută de succesiune, care a continuat până în 1905. Revendicarea Schaumburg-Lippe a fost susținută activ de împăratul Wilhelm al II-lea (a cărui soră era căsătorită cu prințul Adolf). O hotărâre a Reichsgericht-ului din Leipzig din 1897 a decis chestiunea în favoarea contelui Ernest de Lippe-Biesterfeld, care și-a asumat apoi regența. Cu toate acestea, la instrucțiunile lui Wilhelm al II-lea, forțele militare staționate la Lippe au refuzat să i se adreseze drept „ilustre” și au refuzat celelalte onoruri la care avea dreptul. Ca răspuns, Ernest a trimis o scrisoare celorlalți prinți suverani ai Imperiului German în care se plângea de comportamentul împăratului - o acțiune fără precedent, care a adus opinia publică germană puternic în favoarea poziției lui Ernest.
După moartea lui Ernest în 1904, fiul său Leopold a preluat regența. Când prințul Alexandru a murit în anul următor, Reichsgericht-ul a recunoscut în cele din urmă dreptul Casei Lippe-Biesterfeld la succesiune, iar Leopold a preluat tronul ca prințul Leopold al IV-lea.
Principatul Lippe a luat sfârșit la 12 noiembrie 1918 odată cu abdicarea lui Leopold al IV-lea. Lippe devenind un stat liber. În 1947, Lippe a fuzionat cu statul Renania de Nord-Westfalia. Familia princiară deține în continuare moșia și Fürstliches Residenzschloss în Detmold.

### Atribuire
Acest articol conține text din Chisholm, Hugh, ed. (1911). „Lippe (principality)”. Encyclopædia Britannica. 16 (ed. 11). Cambridge University Press. pp. 740–741., o publicație aparținând domeniului public. 